# Madjilisse
 (octobre 2020).
Le madjilisse (ou madjiliss ou encore Madjilisi) est un type de cérémonie traditionnelle sur l'île de Mayotte, qui contient des éléments de parade, de musique et de danse. 

## Caractéristiques
Le madjiliss consiste en une cérémonie regroupant toutes classes d’âges et de catégories d’hommes habillés avec une grande variété de costumes traditionnels, accompagnés par de jeunes musiciens. Quasiment tout le monde est muni de cannes, de différentes couleurs. Au rythme des instruments se succèdent la lecture de textes sacrés, chants et danse. L’ambiance s’amplifie progressivement en volume. Pendant qu’un chanteur soliste entonne par la mélodie, le groupe de musiciens joue des tambours sur cadre taris de Mayotte, et du tambour fumba. Ensuite, commence la danse de l’assemblée : techniquement, la danse est constituée de balancements légers du corps, qui valorisent surtout les gestuelles de bras et de mains tenant la canne. 
Cette partie musique et danse est relayée par la lecture des textes sacrés et des paroles de louange à Dieu et au prophète Muhammad. Les fundi qui dirigent la cérémonie psalmodient les textes sacrés. 
Les vêtements de cérémonie consistent en une tenue droite et touchant le sol. Le haut de La canne est portée à hauteur de thorax, tenue par le haut de la main gauche, la main droite tenant le bas. 